# 联邦政策和支助公共服务部
政策和支助部，全称联邦政策和支助公共服务部（荷蘭語：Federale Overheidsdienst Beleid en Ondersteuning），简称BOSA（荷兰语“Beleid en Ondersteuning”与法语“Stratégie et Appui”的首字母缩写），是比利时的一个联邦公共服务部，于2017年由联邦人事和组织公共服务部、联邦预算和管理监督公共服务部和联邦信息和通信技术公共服务部合并而成，负责在人力资源、信息技术、通信、预算和会计等方面为联邦政府提供支助。